# Kościół Miłosierdzia Bożego w Wieluniu
Kościół Miłosierdzia Bożego w Wieluniu – kościół cmentarny w Wieluniu. 

## Historia
Jego budowę rozpoczęto w lipcu 1992 r. Kościół wzniesiony został staraniem ks. prałata Mariana Stochniałka przy współfinansowaniu przez Urząd Miejski w Wieluniu. Świątynię konsekrował arcybiskup metropolita częstochowski Stanisław Nowak 30 października 1993 r. 